# Solenanthus stamineus
Solenanthus stamineus är en strävbladig växtart som först beskrevs av René Louiche Desfontaines, och fick sitt nu gällande namn av Richard von Wettstein. Solenanthus stamineus ingår i släktet Solenanthus och familjen strävbladiga växter. Inga underarter finns listade i Catalogue of Life.